# Manfred Cremer
Manfred Cremer (* 28. Oktober 1946 in Bonn) ist ein ehemaliger deutscher Fußballspieler. Der offensive Außenverteidiger bestritt für die Vereine Wuppertaler SV und 1. FC Saarbrücken insgesamt 86 Spiele in der Fußball-Bundesliga und erzielte 12 Tore. In der 2. Bundesliga absolvierte er weitere 52 Spiele (drei Tore).

## Karriere
Seine Karriere begann beim Bonner SC 1966 in der Fußball-Regionalliga West. Von 1966 bis 1970 absolvierte er für seinen Heimatverein 97 Regionalligaspiele und erzielte dabei fünf Tore. Er debütierte am 28. August 1966 beim Heimspiel gegen den VfR Neuss in der damaligen Zweitklassigkeit. Zur Runde 1970/71 wechselte er zum Wuppertaler SV, für den er bis 1975 spielte. Dabei begleitete er den Verein in seiner erfolgreichsten Zeit als 1972 der Aufstieg in die Fußball-Bundesliga gelang. Die Mannschaft vom Stadion am Zoo erreichte die Westmeisterschaft mit 33:1 Heimpunkten und 64:9 Toren in den Heimspielen. Cremer kam von 1970 bis 1972 auf 60 weitere Regionalligaeinsätze und erzielte für Wuppertal sechs Tore. In der ersten Bundesligasaison 1972/73 wurde auch die bislang beste Platzierung erreicht, als man die Saison mit dem vierten Platz abschloss und sich damit für den UEFA-Pokal (heute UEFA Europa League) qualifizierte. Dabei vergab die Mannschaft in der Bundesliga eine noch bessere Platzierung durch drei aufeinander folgende Niederlagen kurz vor Ende der Saison. Cremer hatte dabei 33 Ligaspiele absolviert und fünf Tore erzielt. In der Bundesliga debütierte der Mann aus Bonn am 16. September 1972 beim 2:0-Heimerfolg gegen den 1. FC Kaiserslautern. In der 90. Spielminute erzielte der offensive rechte Außenverteidiger den 2:0-Endstand. Von 1972 bis 1975 kam Cremer auf 70 Bundesligaeinsätze und erzielte dabei für die Mannschaft von Trainer Horst Buhtz elf Tore.
Nach dem Wuppertaler Abstieg in der Runde 1974/75 wechselte Cremer zum 1. FC Saarbrücken in die 2. Bundesliga Süd; auch hier gelang ihm 1976 unter Trainer Slobodan Čendić und den Mitspielern Ludwig Denz, Felix Magath, Egon Schmitt und Ernst Traser der Aufstieg in die erste Bundesliga. Saarbrücken erreichte den 14. Platz und hielt damit die Klasse. Manfred Krafft hatte ab dem 25. Oktober 1976 Čendić abgelöst und Cremer war zu 16 Einsätzen mit einem Tor gekommen. Zur Runde 1977/78 wechselte er zum FK Pirmasens in die 2. Bundesliga Süd, wo er nach einer Saison mit 30 Zweitligaeinsätzen und einem Tor unter den Trainern Bernd Patzke und Horst Brill seine höherklassige Karriere im Sommer 1978 beendete.